# James Wolfe
James Wolfe (Westerham, 2 gennaio 1727 – Québec, 13 settembre 1759) è stato un generale britannico.
È ricordato soprattutto per le sue vittorie in Canada sui francesi durante la guerra dei Sette Anni.

## Biografia

### I primi anni (1727-1740)
James Peter Wolfe nacque nel vicariato locale il 2 gennaio 1727) a Westerham, Kent, il maggiore dei due figli del colonnello (poi tenente generale) Edward Wolfe, veterano di origini irlandesi, e di sua moglie Henrietta Thompson. Suo zio era Edward Thompson, famoso politico della sua epoca. I suoi natali relativamente oscuri lo esclusero anche più avanti dai circoli di ufficiali di marina inglesi che lo snobbavano. L'infanzia di Wolfe fu a Westerham, in quella che oggi è patrimonio nazionale col nome di Quebec House. Per lungo tempo la famiglia di Wolfe aveva risieduto in Irlanda e corrispondeva regolarmente con suo zio il maggiore Walter Wolfe a Dublino.
I Wolf erano imparentati anche con la famiglia Warde, di cui George Warde fu uno degli amici d'infanzia più cari di James e diventerà poi Comandante in Capo per l'Irlanda durante gli anni dello scoppio della ribellione irlandese di fine Settecento, respingendo due tentativi di invasione francesi nel 1796 e nel 1798. Attorno al 1738, la famiglia si spostò a Greenwich, Londra dove James, destinato alla carriera militare, entrò a far parte del 1º reggimento di marines del padre all'età di 13 anni.
Le frequenti malattie lo tennero lontano dalla grande spedizione contro gli spagnoli a Cartagena nel 1740, e suo padre lo rimandò a casa dopo alcuni mesi di servizio. La sua fortuna fu quella proprio di non aver presenziato allo sfortunato Assedio di Cartagena nel corso della Guerra di Jenkins' Ear ove gran parte delle truppe coinvolte perì negli scontri ed a causa di malattie.

### La Guerra di Successione austriaca (1740-48)

#### La guerra in Europa
Nel 1740 in Europa scoppiò la Guerra di Successione austriaca. Anche se inizialmente la Gran Bretagna non ebbe un ruolo attivo negli scontri, la presenza di un grande esercito francese pronto a raccolta non distante dai confini dei Paesi Bassi austriaci costrinse gli inglesi ad inviare una spedizione per aiutare la difesa dei territori dell'alleato austriaco nel 1742. Wolfe ottenne la sua prima commissione come sottotenente nel reggimento di marines del padre nel 1741. Già l'anno successivo egli venne trasferito al 12th Regiment of Foot e salpò alla volta delle Fiandre alcuni mesi dopo che gli inglesi avevano preso posizione a Gand. Qui, Wolfe venne promosso tenente e nominato aiutante del suo battaglione. Il suo primo anno sul continente europeo fu frustrante per lui, in quanto malgrado la notizia dell'attacco britannico a Dunkerque, il suo gruppo rimase inattivò nelle Fiandre

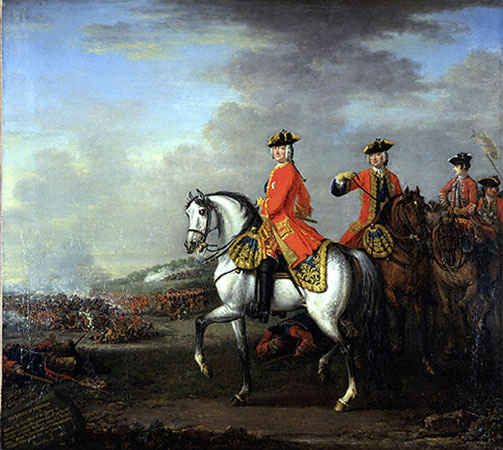
Wolfe combatté la propria prima azione militare nella Battaglia di Dettingen del 1743.

Nel 1743, Wolfe accompagnò suo fratello minore, Edward, che aveva ricevuto una commissione nel suo stesso reggimento ed in quell'anno i due fratelli presero parte all'offensiva lanciata dagli inglesi. Al posto di spostarsi verso sud come previsto, gli inglesi ed i loro alleati si mossero invece verso est nella Germania meridionale dove si scontrarono col grosso dell'esercito francese. L'esercito passò sotto il comando personale di re Giorgio II ma nel giugno di quell'anno la situazione appariva ormai catastroficamente compromessa lasciando gli alleati intrappolati presso il fiume Meno circondati dalle forze nemiche.
Dopo la resa incondizionata, Giorgio II tentò di rettificare la situazione lanciando un attacco alla posizione francese presso il villaggio di Dettingen. Il reggimento di Wolfe venne coinvolto in pesanti combattimenti ed egli stesso venne ferito due volte da dei colpi di moschetto. Il suo reggimento aveva subito più perdite di qualsiasi altro battaglione di fanteria inglese, e Wolfe vi aveva perso anche il suo cavallo. Malgrado tre attacchi francesi, gli alleati riuscirono a scacciare il nemico, che riparò nel villaggio di Dettingen che venne quindi occupato dagli inglesi. Giorgio II, ad ogni modo, fallì nelle operazioni di ritirata delle truppe, permettendo ai nemici di fuggire dallo scenario bellico preparato. Il successo che il re inglese riuscì a riportare fu la salvaguardia dell'Hannover (suo possedimento personale).
Il reggimento di Wolfe nella Battaglia di Dettingen passò all'attenzione del Duca di Cumberland che era stato proprio fianco a fianco di Wolfe sotto il fuoco nemico nel corso degli scontri. L'anno successivo, egli venne nominato capitano del 45th Regiment of Foot. Dopo il successo di Dettington, la campagna del 1744 fu un'ulteriore occasione di frustrazione per le forze alleate ora guidate da George Wade che non riuscirono a conquistare Lilla, non combattendo grandi battaglie e tornando nel quartiere invernale di Gand senza aver ottenuto nulla di particolare. Wolfe rimase devastato quando suo fratello Edward morì, probabilmente di tubercolosi, nell'autunno di quello stesso anno.
Il reggimento di Wolfe venne lasciato nella caserma di Gand e non prese parte alla sconfitta degli alleati nella Battaglia di Fontenoy nel maggio del 1745 proprio per le estreme perdite subie. Il reggimento di Wolfe venne però chiamato a rinforzare l'esercito alleato che ora si trovava al comando diretto del Duca di Cumberland. Poco dopo la loro partenza da Gand, il villaggio venne attaccato dai francesi che lo presero con tutta la caserma. Per un soffio Wolfe aveva rischiato di divenire prigioniero dei francesi, e venne a questo punto promosso brigadiere maggiore.

#### La rivolta giacobita

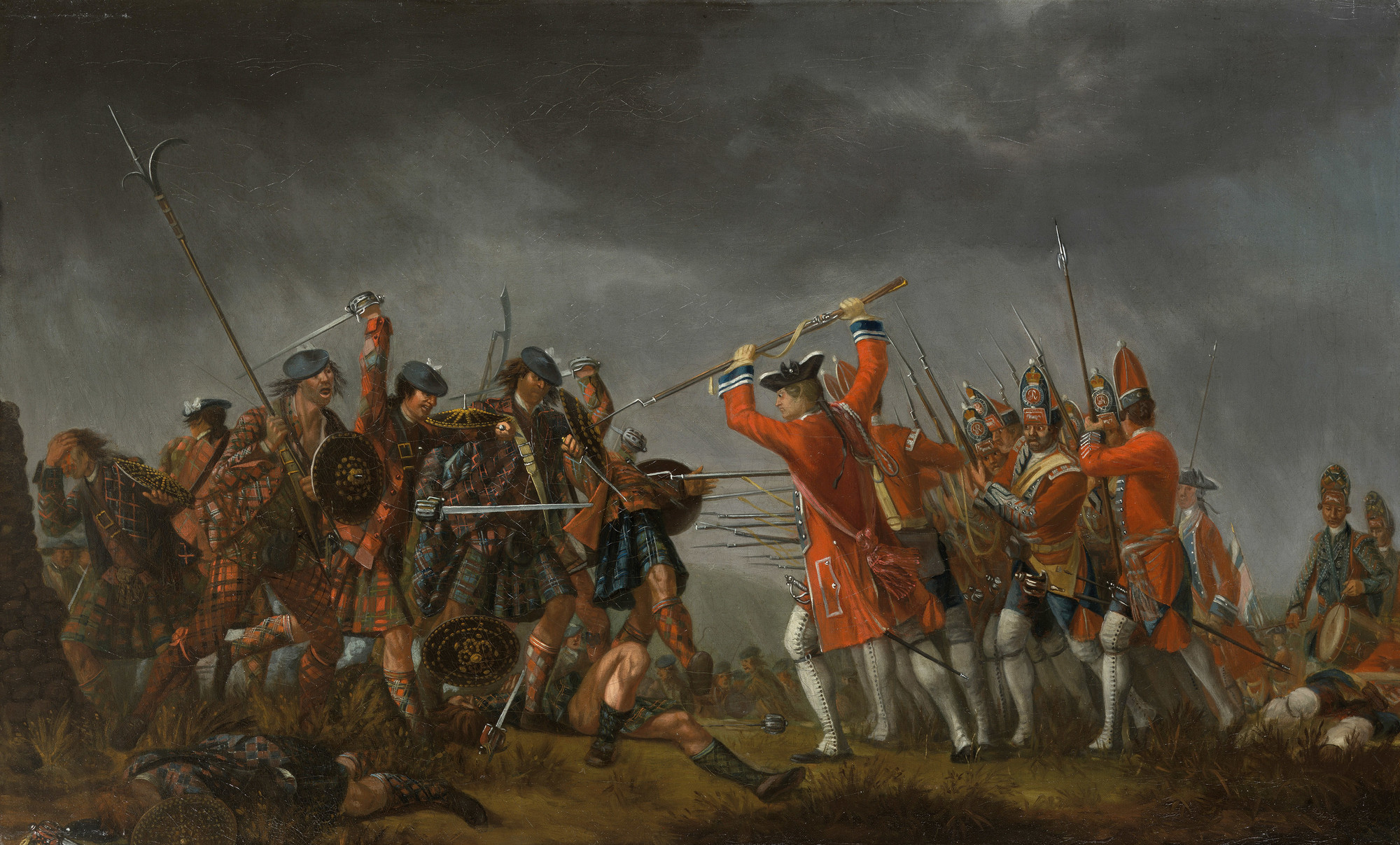
Wolfe prestò servizio durante la Rivolta giacobita, dove combatté nella decisiva Battaglia di Culloden.

Nell'ottobre del 1745, il reggimento di Wolfe venne urgentemente richiamato in Gran Bretagna per prendere parte alla soppressione della Rivolta giacobita che era da poco scoppiata. Nel settembre di quell'anno le forze giacobite avevano vinto la Battaglia di Prestonpans ed avevano ottenuto il controllo di Edimburgo. Il loro prossimo proposito era quindi quello di marciare alla volta dell'Inghilterra ove si aspettavano una ribellione di massa a loro favore che avrebbe detronizzato Giorgio II e con lui la dinastia degli Hannover, ponendo sul trono il pretendente Carlo III Edoardo Stuart.
Wolfe ed il suo reggimento vennero inizialmente inviati a Newcastle per assistere ad un gruppo comandato dal generale Wade per prevenire l'avanzata dei giacobiti sulla costa orientale. Al contrario, i ribelli bypassarono l'armata di Wade a Newcastle, prendendo la via sulla costa opposta, presso Carlisle. I giacobiti raggiunsero quindi Derby e solo una forza di milizia ormai li separava da Londra. Ad ogni modo, avendo incontrato poco supporto da parte della popolazione inglese, i giacobiti decisero di ritirarsi e dalla fine dell'anno tornarono in Scozia e le forze governative britanniche si prepararono per quella che credevano essere una campagna militare relativamente facile per schiacciare la ribellione.
Wolfe prestò serviziò in Scozia nel 1746 come aiutante di campo del generale Henry Hawley nella campagna che portò alla sconfitta delle forze giacobite di Carlo Edoardo Stuart. Con la sua posizione, Wolfe prese parte alla Battaglia di Falkirk ed a quella di Culloden. A Culloden, è famoso l'episodio che lo vide rifiutarsi di sparare ad un highlander già ferito come gli era stato ordinato di fare dal Duca di Cumberland asserendo che avrebbe preferito rinunciare al proprio incarico piuttosto che ledere il proprio onore. Ad ogni modo, il gesto non funzionò e l'uomo venne ucciso dal duca in persona. Questo atto, ad ogni modo, fu causa di grande popolarità durante la sua carriera futura tra i Royal Highland Fusiliers, che proprio Wolfe comanderà in Nord America. Dopo questo egli prese parte alla pacificazione delle Highlands, schiacciando il restante della ribellione.

#### Il ritorno sul continente

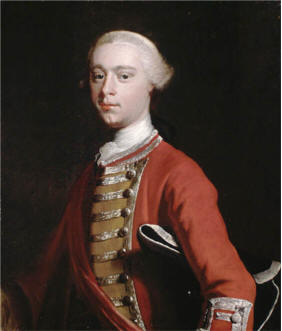
James Wolfe in un ritratto d'epoca

Nel gennaio del 1747 Wolfe ritornò sul continente europeo per la Guerra di Successione austriaca, sotto il comando di Sir John Mordaunt. I francesi, in assenza delle truppe del duca di Cumberland, avevano guadagnato terreno ed erano avanzati nei Paesi Bassi austriaci catturando Bruxelles.
Il principale obbiettivo francese nella campagna era quello di prendere Maastricht, considerata la porta d'accesso alla Repubblica delle Sette Province. Wolfe era sempre parte dell'esercito del duca di Cumberland, e con esso marciò per proteggere la città dall'avanzata dei francesi guidati dal maresciallo Maurizio di Sassonia. Il 2 luglio Wolfe prese parte alla Battaglia di Lauffeld, ove venne ferito gravwmente ed ottenne una citazione ufficiale per il suo coraggio. Lauffeld fu la più grande battaglia in termine numerico che Wolfe si trovò a combattere nella sua vita, con forze combinate per un totale di 140.000 uomini impegnati sul campo da entrambe le parti. A seguito della vittoria di Lauffeld, i francesi catturarono Maastricht ed assediarono la fortezza strategica di Bergen-op-Zoom. Alla fine un armistizio pose fine agli scontri.
Nel 1748, ad appena 21 anni e con servizi in sette campagne differenti, Wolfe fece ritorno in Inghilterra dopo il Trattato di Aix-la-Chapelle che pose fine alla guerra. Secondo i termini del trattato, Gran Bretagna e Francia avevano ottenuto scambi reciproci che avevano riportato il controllo dell'Austria sui Paesi Bassi.

### Servizio in tempo di pace (1748-1756)

#### La guarnigione scozzese
Tornato a casa, Wolfe venne destinato alla guarnigione scozzese, e un anno dopo venne promosso al rango di maggiore, assumendo così il controllo del 20th Regiment, di stanza a Stirling. Nel 1750, Wolfe venne confermato Tenente Colonnello del reggimento.
Durante i successivi otto anni, Wolfe rimase in Scozia, scrivendo pamphlets militari e divenendo molto bravo in lingua francese, come risultato di diversi viaggi che compì a Parigi. Malgrado alcuni suoi problemi di salute di cui oggi si sospetta la causa fosse turbercolosi, trovò del tempo per studiare latino e matematica oltre a corsi di scherma. Suo padre, che ora era generale, assistette il figlio nella prosecuzione della sua carriera.
Nel 1752 Wolfe ottenne di potersi recare in Irlanda rimanendo a Dublino con suo zio e visitando poi Belfast e sul sito della Battaglia dei Boyne. Dopo una breve sosta alla casa dei suoi genitori a Greenwich, egli ricevette il permesso dal duca di Cumberland di recarsi all'estero ed attraversò il Canale della Manica diretto in Francia. Egli visitò così Parigi ed i Giardini delle Tuileries, nonché la Reggia di Versailles. Si intrattenne di frequente con l'ambasciatore inglese in francia, il conte di Albermarle, col quale aveva prestato servizio in Scozia nel 1746. Albermarle organizzò per Wolfe un'udienza con Luigi XV. A Parigi Wolfe investì del denaro per migliorare il suo Francese e le sue abilità di schermidore. Mentre stava pensando di trascorrere del tempo con l'esercito francese per studiarne le tecniche, gli venne richiesto urgentemente di rientrare in patria. Egli rientrò col suo reggimento a Glasgow dal momento che dal 1754 le relazioni tra Gran Bretagna e Francia ripresero a peggiorare.

#### La disciplina
La diserzione, specialmente di fronte al nemico, era solitamente un'offesa che comportava la pena capitale. Wolfe pose particolare attenzione a quest'ultimo punto e dal 1755 stabilì che ogni uomo del suo reggimento che fosse stato scoperto in questa condizione, dovesse essere subito messo a morte da un ufficiale superiore sul campo.

### La Guerra dei Sette anni (1756–63)

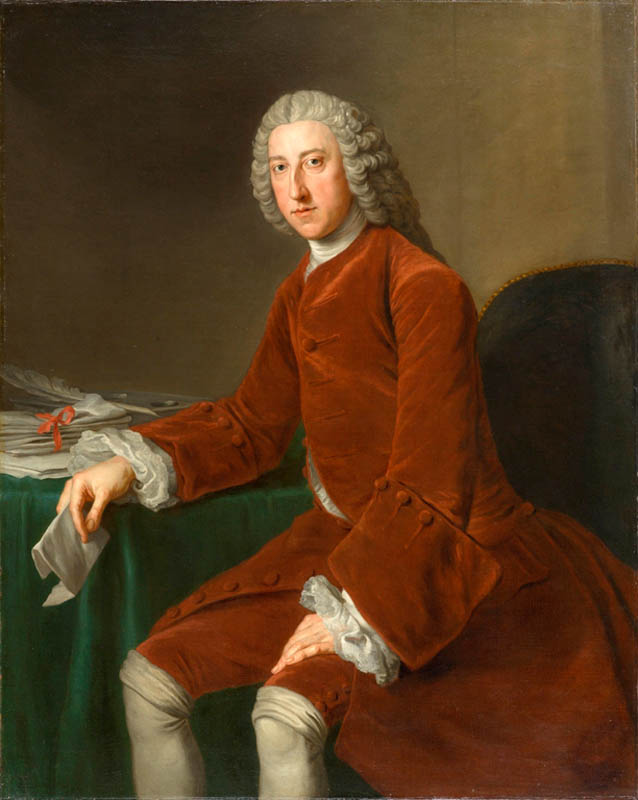
La fama di Wolfe giunse all'orecchio di William Pitt dopo il suo ruolo nell'attacco di Rochefort. Pitt promosse Wolfe e lo pose in servizio in Canada, del quale pianificò la cattura.

Nel 1756, con lo scoppio delle aperte ostilità con la Francia, Wolfe venne promosso colonnello. Egli venne posto di stanza a Canterbury, dove il suo reggimento venne posto per la sicurezza generale del Kent contro un tentativo di invasione da parte dei francesi. Wolfe fu estremamente amareggiato dalla notizia della perdita di Minorca nel giugno del 1756, lamentando la mancanza di professionalità da parte delle forze britanniche impiegate.
Quando il rischio di invasione diminuì, il reggimento marciò nello Wiltshire. Malgrado le iniziali problematiche della guerra in Europa ed in Nord America, l'aspetto di Wolfe pareva sempre più sofferente a causa forse di quella stessa tubercolosi che dieci anni prima aveva ucciso suo fratello Edward. Molte delle lettere inviate da lui alla famiglia iniziarono ad assumere un tono fatalista sentendosi ormai vicino alla morte.

#### Rochefort
Nel 1757 Wolfe partecipò all'assalto anfibio su Rochefort, un porto marittimo sulla costa atlantica francese. Come ufficiale, egli venne designato alla presa della città. Wolfe venne scelto per prendere parte alla spedizione per via dell'amicizia col comandante dell'operazione, Sir John Mordaunt. Oltre a questo, Wolfe fu quartiermastro generale per tutto il periodo dell'operazione. Le forze vennero assemblate sull'Isola di Wight e dopo alcune settimane di preparazione, salparono il 7 settembre.
Il tentativo fallì e le truppe inglesi dovettero ritirarsi sebbene la loro apparizione in Francia sviluppò terrore tra i francesi. Mordaunt venne posto di fronte alla corte marziale per il suo fallimento a Rochefort, anche se ne venne scagionato. Ad ogni modo, Wolfe trovò il modo di distinguersi nelle operazioni, aiutando diverse volte Mordaunt nell'azione. Ad un certo punto Wolfe giunse a dire a Mordaunt di essere in grado di conquistare Rochefort con appena 500 uomini al suo comando, ma il generale gli rifiutò il permesso di agire. Mentre Wolfe era ancora irritato per il fallimento, ritenendo che il fattore sorpresa avrebbe potuto risolvere positivamente lo scontro, egli fu in grado di apprendere per la prima volta sul campo l'importanza di operazioni anfibie che poi gli serviranno a Louisbourg ed a Quebec.
Dopo il risultato di Rochefort, Wolfe giunse come fama all'orecchio del primo ministro, William Pitt, il Vecchio. Pitt aveva da poco convenuto con gli altri ministri che il terreno minore dove attaccare la Francia fosse il Nord America e pianificò un assalto al Canada francese.

### Louisbourg

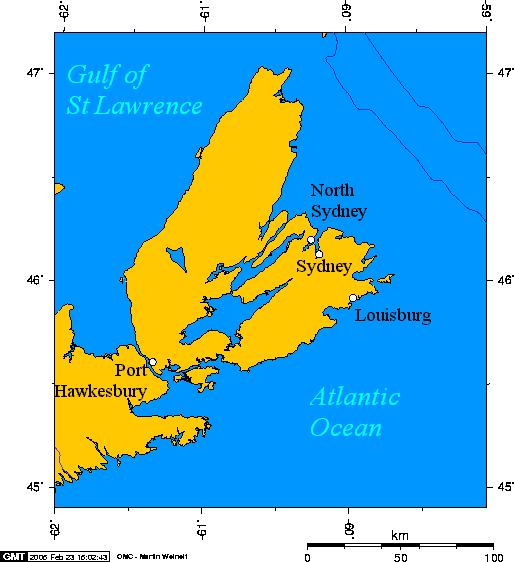
La fortezza chiave di Louisbourg, sull'Isola di Cape Breton, presa dagli inglesi nel 1758.

Il 23 gennaio 1758, James Wolfe venne nominato Brigadiere generale, e venne inviato col maggiore generale Jeffrey Amherst a porre l'assedio alla Fortezza di Louisbourg nella Nuova Francia (attuale Isola di Cape Breton, Nuova Scozia). Louisbourg si trovava presso la foce del fiume San Lorenzo e la sua cattura si dimostrava essenziale per portare avanti ogni altro attacco al Canada da est. Una spedizione nell'anno precedente aveva fallito nella cattura della città dal momento che i francesi vi avevano preparato una marina di guardia di notevoli dimensioni. Dal 1758 Pitt inviò gran parte della Royal Navy ad accompagnare le truppe di Amherst.
Wolfe si distinse nei preparativi per l'assalto, nello sbarco iniziale e nell'avanzata successiva. I francesi capitolarono nel giugno di quell'anno durante l'assedio di Louisbourg. Egli prese dunque parte all'Espulsione degli Acadi nella Campagna del Golfo di St. Lawrence (1758).
Gli inglesi avevano inizialmente pianificato di avanzare lungo il St Lawrence ed attaccare Quebec in quell'anno, ma l'inverno portò l'operazione più avanti all'anno successivo. Un simile piano per catturare New Orleans venne rigettato, e Wolfe tornò in Inghilterra. La parte di Wolfe nel prendere la città lo portò all'attenzione del pubblico inglese per la prima volta. La notizia della vittoria a Louisbourg venne stemperata dal fallimento dell'avanzata inglese verso Montréal con la Battaglia di Carillon e la morte di George Howe, un rispettato e giovane ufficiale che Wolfe descrisse come "il miglior ufficiale del British Army".

### Quebec (1759)

#### La nomina

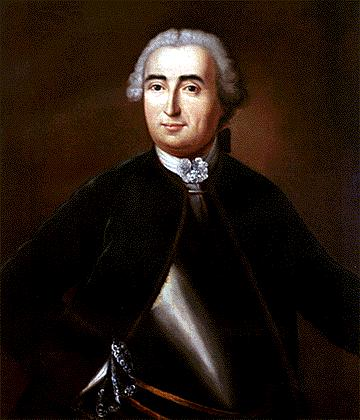
Il nemico di Wolfe a Quebec, il marchese di Montcalm

Dal momento che Wolfe si era comportato in maniera ammirevole a Louisbourg, William Pitt il Vecchio lo prescelse quale capo dell'assalto inglese alla città di Quebec l'anno successivo. Sebbene Wolfe avesse ottenuto il rango locale di maggiore generale in Canada, in Europa continuava a svolgere le funzioni di colonnello. Amherst era stato nominato comandante in capo per il Nord America, e avrebbe guidato una più grande forza separata che avrebbe attaccato il Canada da sud. Egli insistette per scegliere un suo amico, l'ufficiale irlandese Guy Carleton come quartiermastro generale. Una volta ottenutolo tra le sue schiere, questi iniziò a fare i preparativi per la partenza. Pitt era determinato ancora una volta a identificare nel Nord America le principali operazioni militari da portare avanti contro la Francia partendo proprio dalle sue colonie.

#### La risalita del San Lorenzo
Malgrado il gran numero di forze britanniche in Nord America, la strategia di dividere l'esercito in due attacchi separati sul Canada avrebbe significato che quando Wolfe avesse raggiunto Quebec il comandante francese Louis-Joseph de Montcalm avrebbe avuto un numero superiore di truppe a difendere la colonia. I francesi inizialmente non si aspettavano un approccio degli inglesi da est, credendo che per loro il fiume San Lorenzo fosse impossibile da attraversare con una forza tanto grande, e si erano preparati a difendere Quebec da sud e da ovest. Una copia intercettata dei piani degli inglesi diede però a Montcalm diverse settimane di vantaggio per migliorare le difese di Quebec al fine di fronteggiare l'attacco anfibio di Wolfe.
L'obiettivo di Montcalm era quello di evitare che gli inglesi potessero catturare Quebec, mantenendo la maggior parte della fanteria in Canada. Il governo francese puntava ad una riappacificazione per l'anno successivo e per questo investirono molte delle loro forze in Germania e pianificarono un'invasione della Gran Bretagna nella speranza di assicurarsi lo scambio dei territori catturati. Con questo piano in mente Montcalm si preparava a ricevere i nemici protraendo i combattimenti sino all'aperto inverno di modo da mettere in difficoltà i suoi avversari. Sull'altro fronte, Wolfe doveva riuscire a catturare Quebec nel 1759 prima che il San Lorenzo iniziasse a gelare mettendo in trappola le sue forze.
L'esercito di Wolfe venne assemblato a Louisbourg.

#### L'assedio

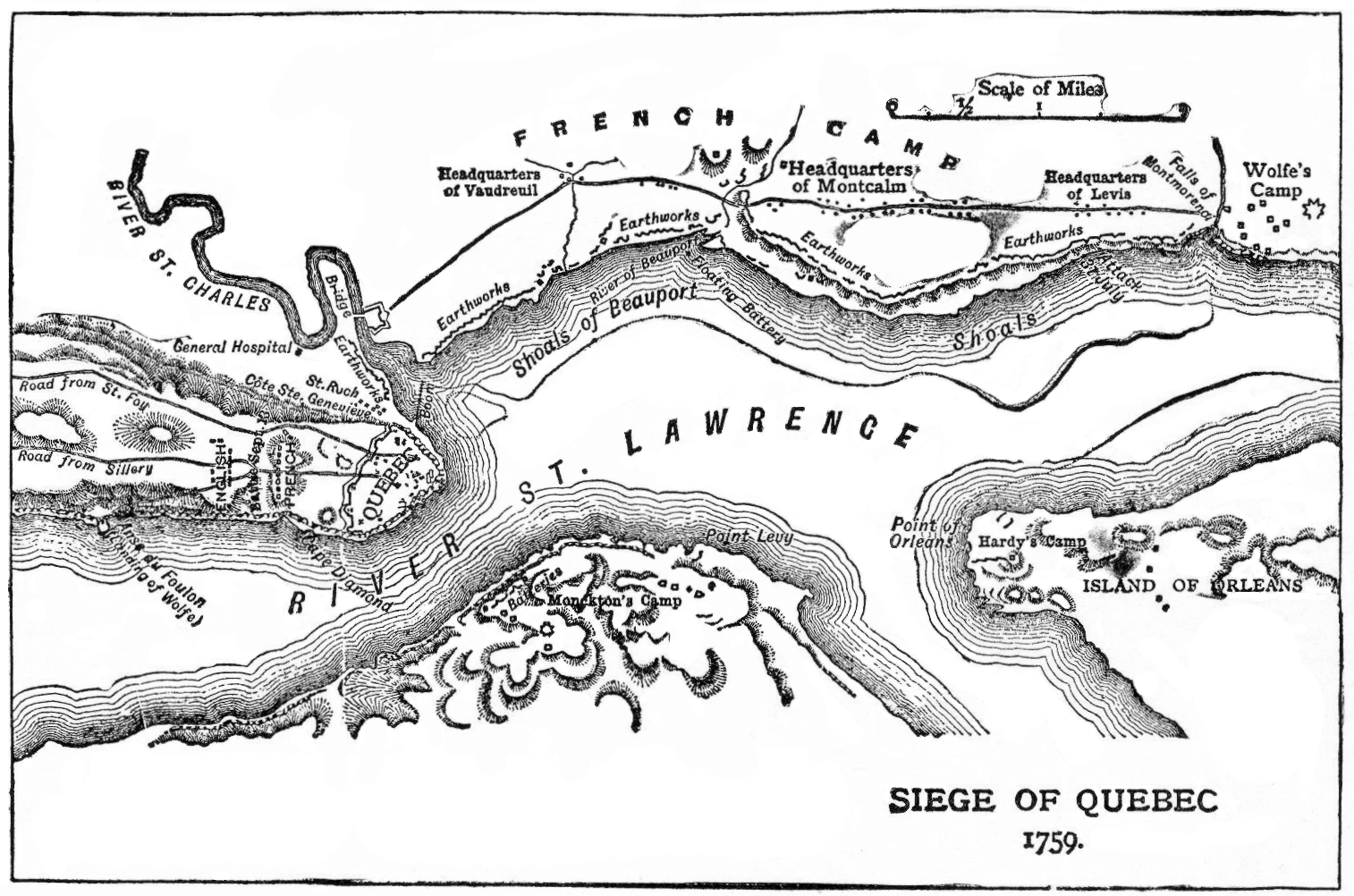
Mappa della città di Quebec che mostra le disposizioni delle forze francesi e britanniche. Le Piane di Abraham si trovano sulla sinistra.

L'esercito inglese condusse un assedio alla città per tre mesi. Durante questo periodo, Wolfe scrisse un documento, conosciuto col nome di Manifesto di Wolfe, ai quebechiani franco-canadesi, come parte della sua strategia di intimidazione psicologica. Nel marzo del 1759, prima di giungere a Quebec, Wolfe aveva scritto a Amherst: "Se, per problemi nel fiume, per la resistenza del nemico, per malattie o malanni che colpissero l'esercito o per qualsiasi altra causa, dovessimo vedere che Quebec non fosse in procinto di cadere nelle nostre mani, proporrò di incendiare il paese, di distruggerne i campi, le case e gli armenti, cacciando i canadesi in Europa e lasciando dietro di me fame e desolazione; noi dobbiamo insegnare a questi sconsiderati che siamo più gentiluomini di quanto si possa pensare". Questo manifesto ebbe un esito controproduttivo e portò molti abitanti a resistere attivamente agli inglesi, incrementando la milizia a difesa di Quebec che raggiunse le 10.000 unità.

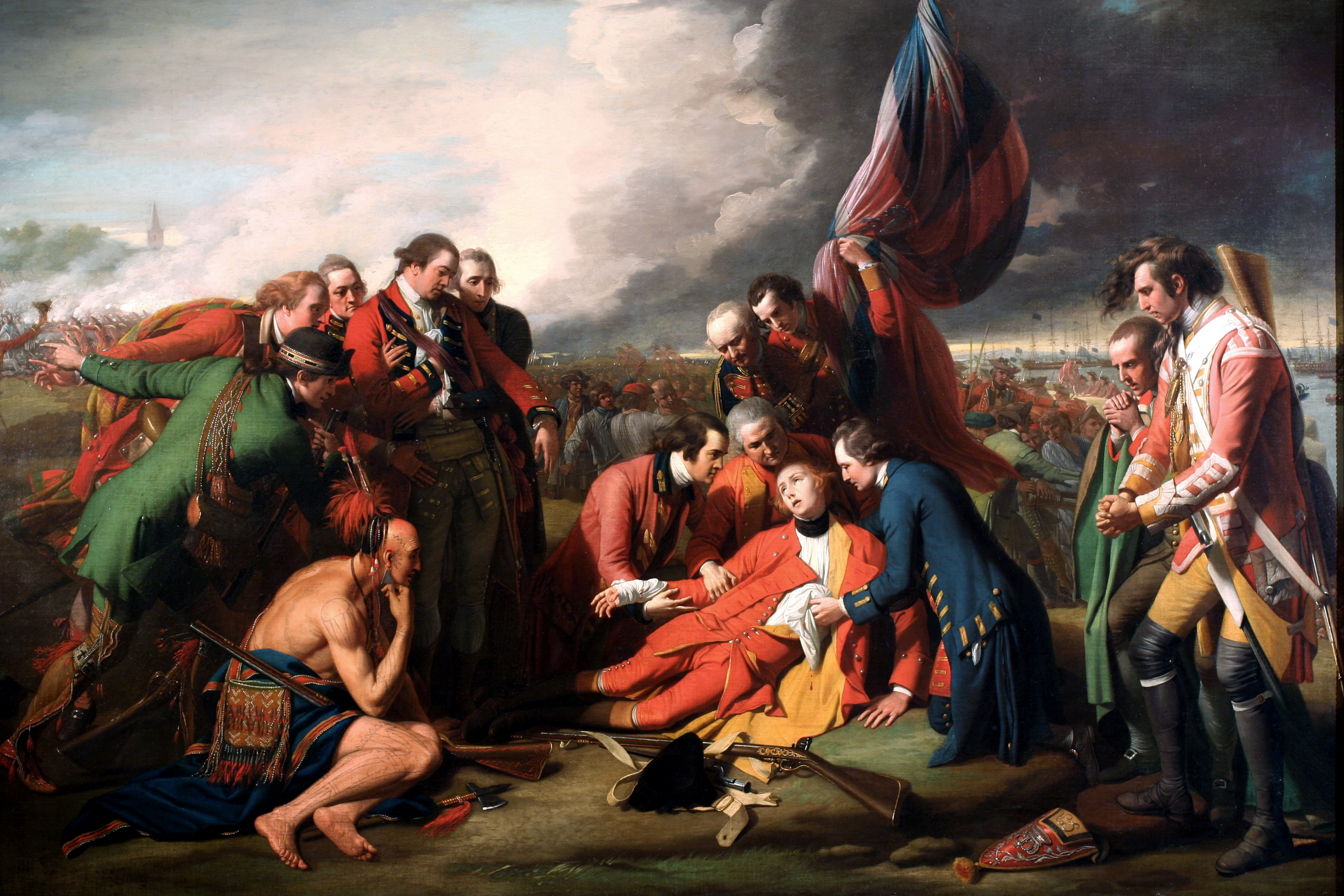
La morte del generale Wolfe di Benjamin West

Dopo un grande ma inconcludente bombardamento della città, Wolfe iniziò un fallimentare attacco a nord di Quebec, a Beauport, dove i francesi vennero intralciati. Le grandi forze di Amherst che avanzavano su Montreal avevano fatto pochi progressi, impedendo così a Wolfe di ottenere l'aiuto sperato.

#### La battaglia
Wolfe guidò quindi 200 navi con 9.000 soldati e 18.000 marinai in un attracco rischioso sulle basi rocciose ad ovest di Quebec presso il San Lorenzo. Il suo esercito, con due piccoli cannoni, scalò l'area montuosa locale all'inizio della mattina del 13 settembre 1759, sorprendendo i francesi al comando del marchese di Montcalm, che pensava che mai gli inglesi avrebbero osato scalare quelle montagne. Accorgendosi che gli inglesi avrebbero potuto porre su quelle alture nuovi cannoni di modo da bombardare con facilità le mura della città, i francesi combatterono i nemici nelle Piane di Abraham. I francesi vennero sconfitti dopo appena quindici minuti di combattimenti, ma quando Wolfe iniziò ad avanzare, egli venne colpito tre volte, una volta ad un braccio, una su una spalla e la terza al petto.
Lo storico Francis Parkman così descrisse la morte di Wolfe:
Gli chiesero [a Wolfe] se desiderava avere un chirurgo; ma egli scosse la testa e rispose che ormai tutto era perduto per lui. I suoi occhi si chiusero col torpore quasi alla morte. Tutto era mitigato dal fuoco e dal fumo tutto attorno.
"Se ne stanno andando" esclamò uno degli ufficiali non appena i francesi stavano lasciando il campo di battaglia.
"Chi se ne sta andando?" domandò Wolfe, aprendo i suoi occhi come un uomo che si risveglia dal sonno.
"Il nemico, signore" replicò l'ufficiale "stanno andando ovunque."

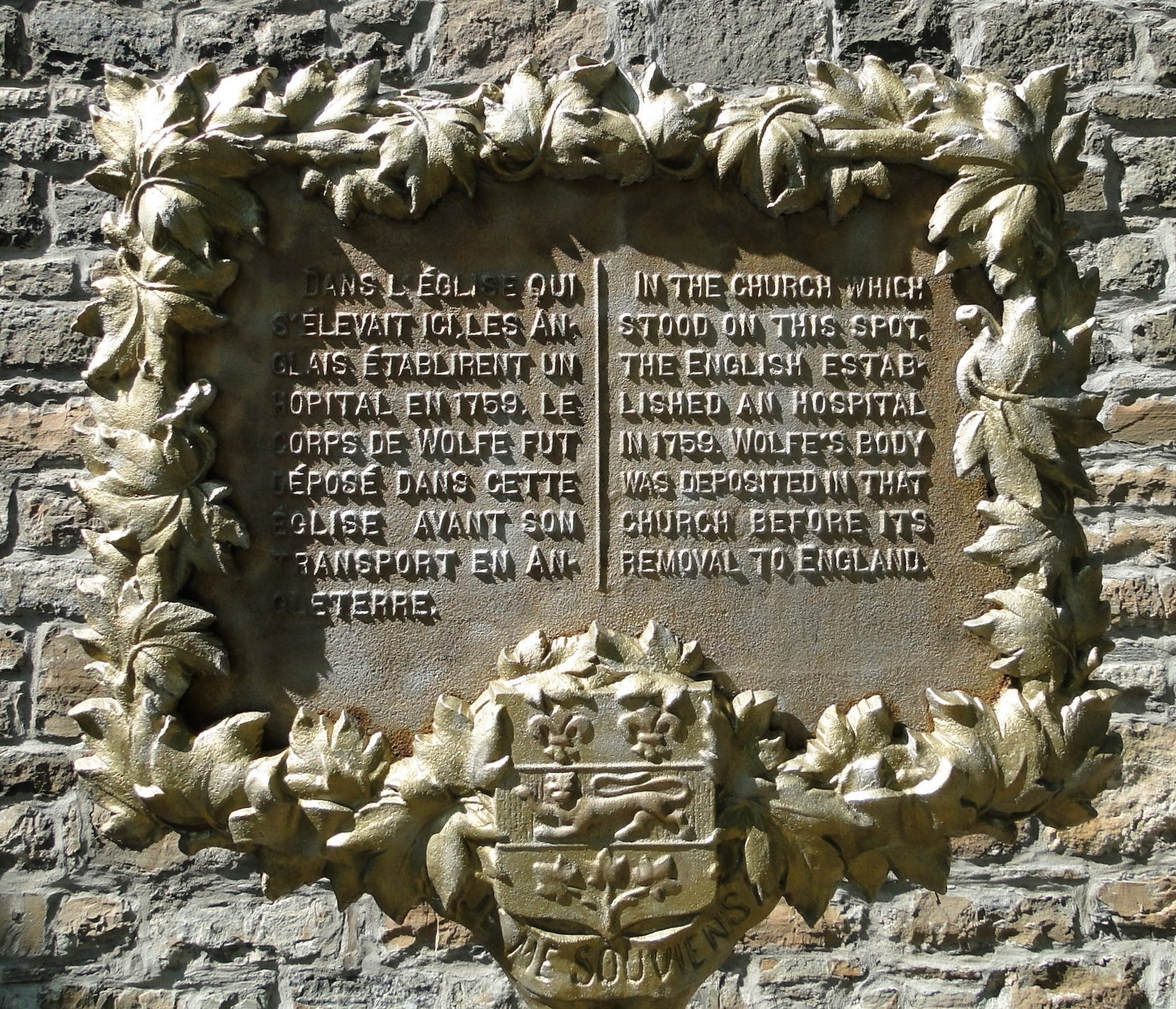
Placca dedicata a Wolfe presso Lévis

"Allora," disse il generale morente, "dite al colonnello River di tagliare loro la ritirata dal ponte. Ora, sia lode a Dio, posso morire contento," mormorò e, girandosi su un lato, spirò il suo ultimo respiro.
La Battaglia delle Piane di Abraham è nota per aver causato la morte dei principali comandanti su entrambi i fronti: Montcalm morì il giorno successivo a causa delle ferite riportate. La vittoria di Wolfe a Quebec permise l'assalto a Montréal l'anno successivo. Con la caduta anche di quella città, il governo francese in Nord America, ad eccezione della Louisiana e di alcune piccole isole quali Saint-Pierre e Miquelon, ebbe ufficialmente fine a vantaggio degli inglesi.
Il corpo di Wolfe fece ritorno in Gran Bretagna a bordo della HMS Royal William e venne sepolto nella cripta di famiglia nella St Alfege Church di Greenwich a fianco del padre (che era morto nel marzo del 1759). La cerimonia funebre si tenne il 20 novembre 1759, lo stesso giorno in cui l'ammiraglio Hawke vinceva l'ultima delle tre grandi vittorie del grandioso anno nelle battaglie coloniali d'oltremare.